# بورگادژینو
بورگادژینو (انگلیسی: Burgadzhino) یک شهرک در شهرستان مچتلینسکی استان باشقیرستان کشور روسیه است.